# Frits Thiele
Friedrich August (Frits) Thiele (Groningen, 19 augustus 1876 – aldaar, 16 februari 1933) was een Nederlands biljarter. Hij nam tussen seizoen 1912–1913 en 1917–1918 deel aan vier nationale kampioenschappen in de ereklasse ankerkader 45/2.

## Deelname aan Nederlandse kampioenschappen in de Ereklasse
| Nr. | Kampioenschap     | Plaats     | Klassering | Alg. gemiddelde |
| --- | ----------------- | ---------- | ---------- | --------------- |
| 1.  | AK 45/2 1912–1913 | Arnhem     | 8e         | 7,18            |
| 2.  | AK 45/2 1913–1914 | Leeuwarden | 5e         | 7,06            |
| 3.  | AK 45/2 1916–1917 | Groningen  | 3e         | 8,37            |
| 4.  | AK 45/2 1917–1918 | Amsterdam  | 4e         | 7,47            |